# Arroyo (Palencia)

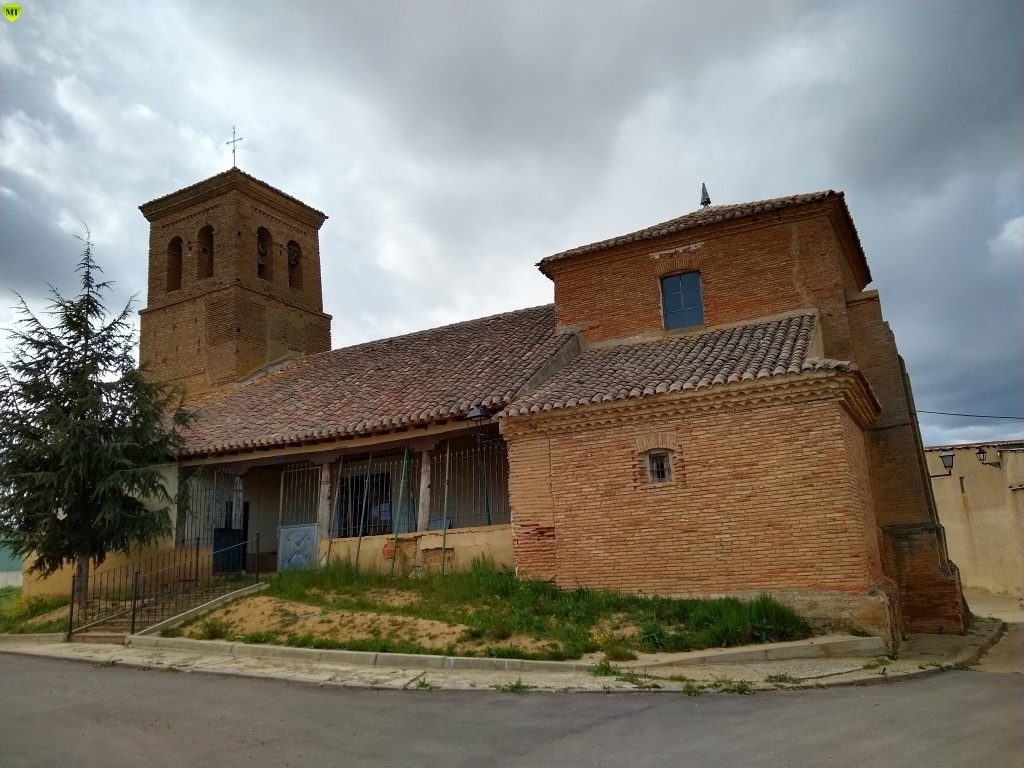

Arroyo es una localidad y también una pedanía españolas de la provincia de Palencia (comunidad autónoma de Castilla y León). Pertenece al municipio de Población de Arroyo.

## Geografía
En la comarca de tierra de Campos y situada al norte del municipio, próximo al Camino de Santiago , bañada por el río Valdeginate.

## Demografía
Evolución de la población en el siglo XXI
| Gráfica de evolución demográfica de Arroyo entre 2000 y 2020       |
|                                                                    |
| Población de derecho (2000-2020) según el padrón municipal del INE |

## Historia
A la caída del Antiguo Régimen la localidad se constituye en municipio constitucional que en el censo de 1842 contaba con 12 hogares y 62 vecinos, para posteriormente integrarse en Población de Arroyo .